# Віцько Змаєвич
Віцько (Віченцо) Змаєвич (хорв. Vicko (Vićenco) Zmajević; нар. 23 грудня 1670, Пераст, Бока Которська — пом. 12 вересня 1745, Задар) — діяч римо-католицької церкви, який істотно вплинув на папську політику на Балканах, меценат і письменник. Архієпископ Бару, примас Сербії та апостольський адміністратор єпархії Будви з 1701 року, архієпископ Задара з 1713 року. Останній представник роду Змаєвичів, племінник архієпископа Андрія Змаєвича, брат російського адмірала Матія Змаєвича.

## Ранні роки
Віцько Змаєвич народився у місті Пераст, Бока Которська, 23 грудня (за іншими даними, 21 грудня) 1670 року у впливовій родині Змаєвичів. Батько Віцька, капітан Крсто Змаєвич (1640—1698), успішно боровся з піратами адріатичного узбережжя Чорногорії й Албанії, кілька разів обіймав посаду голови міста Пераста.
За рекомендацією свого дядька Андрія Змаєвича подався на навчання до Риму, де здобув докторський ступінь з філософії та теології, після чого викладав на кафедрі Римського колегіуму (Colegium Urbanum) Конгрегації пропаганди віри. Після вступу до ордену францисканців і висвячення у священники, за пропозицією перастського муніципалітету та за згодою венеційської влади у 1695 році Змаєвича призначили абатом монастиря Святого Георгія на острові біля Пераста та парафіяльним священником у самому Перасті. Ці посади він обіймав до 1701 року.

## Архієпископ Бару
18 квітня 1701 року папа Климент XI призначив Віцька Змаєвича архієпископом Бару та примасом Сербії, а 24 грудня того ж року — ще й апостольським адміністратором єпархії Будви. Водночас Змаєвич отримав повноваження апостольського візитатора для католиків Сербії, Албанії, Македонії та Болгарії, які входили до Османської імперії. Висвячення Змаєвича в архієпископи провів єпископ Котора Марин Драго в церкві Святого Миколая в Перасті. Наступного року архієпископ Змаєвич скликав в Албанії національний церковний собор своєї архієпархії.
Віцько Змаєвич очолив Барську архієпархію в один із найважчих для католиків Бару періодів. Наприкінці XVII століття османська влада відновила політику повної ісламізації зетського узбережжя — з 1699 до 1707 роки близько тисячі католиків архієпархії Бару перейшли в іслам. Турки зруйнували резиденцію архієпископа Бару разом із церквою Святої Марії. Самому архієпископу Змаєвичу заборонили з'являтися на території архієпархії, більш того, на його життя скоїли замах на межі архієпархії, проте архієпископа врятували місцеві віряни. Оскільки знаходження архієпископа Змаєвича в самій Барській архієпархії заборонили, він проводив більшу частину часу у Перасті та Которі. У 1706 році Віцько Змаєвич переніс свою резиденцію до свого родинного палацу в Перасті, проте після вбивства Віцька Буйовича у 1709 році переїхав до Котора.
Архієпископ Змаєвич був одним із основоположників римо-католицької концепції уніатства, закликаючи до союзу між православною та католицькою церквами для боротьби проти ісламізації Балканського півострова. Змаєвич був послідовним прихильником всеслов'янської ідеї та виступав за об'єднання всіх слов'янських народів проти турецької загрози.

## Архієпископ Задара
22 травня 1713 року Віцько Змаєвич був переміщений папою з посади архієпископа Бару на посаду архієпископа Задара, зберігши за собою повноваження та функції апостольського візитатора для католиків Балканського півострова, що знаходилися під владою Османської імперії.
Під час знаходження в сані архієпископа Змаєвич збудував парафіяльну церкву в одному з сіл біля Задара, відновив дах візантійської церкви Святого Доната, закінчив зведення головного вівтаря в церкві Святого Хрисогона (у 1718 році), встановив два вівтарі та відремонтував підлогу каплиці у Задарі (у 1725 році).
Змаєвич сприяв переселенню у 1726—1733 роках на околиці Задара кількох сотень албанських католицьких сімей з області Скадарського озера, внаслідок чого утворилось албанське поселення Арбанасі.
Стараннями архієпископа Змаєвича в Задарі відкрили, щоправда, вже після його смерті, глаголицький колегіум (семінарія) для підготовки священників, які проповідували та здійснювали церковні служби слов'янською мовою (1748 рік). Віцько Змаєвич помер 11 вересня 1745 року у Задарі, де його і поховали. Зі смертю Віцько рід Змаєвичів припинився.
|                                                    |  |                             |  |                                 |
| Семінарія у Задарі, започаткована Віцько Змаєвичем |  | Пам'ятна дошка на семінарії |  | Місце поховання Віцько Змаєвича |

## Літературна діяльність
Віцько Змаєвич проявив себе талановитим поетом ще у підлітковому віці, 25-річним під впливом свого дядька Андрія почав писати віршовані проповіді. Найсильнішими з них вважаються різдвяні проповіді 1682 та 1683 років, а також проповіді на тему Внебовзяття Пресвятої Діви Марії. У 1694 році надрукували першу збірку його латинських віршів «Musarum chorus in laudem Antonii Zeni», присвячену командувачу венеційським флотом Антоніо Зено. У Задарі він створив такі літературні твори як-от «Діалог між католиком і сербом» та «Specchio della Verita» («Дзеркало істини»), що складається з 12 розділів. У 1778 році вийшло друком його велике послання до брата, російського адмірала Матія Змаєвича.
Змаєвич виступав за публікацію «Церковної хроніки» слов'янською мовою, підтримував національних літераторів і збирав народні слов'янські пісні. Крім слов'янської та латини, писав італійською й албанською мовами. Його ранні промови та проповіді слов'янською мовою у церквах Пераста увійшли до збірки «Духовна розмова» (грец. Razgovor duhovni), єдина праця Змаєвича, написана національною мовою. Ще до висвячення в архієпископи Змаєвичу доручили скласти перший міссал глаголицею, який вийшов друком у 1741 році.